# Heinrich Simon Lindemann
Heinrich Simon Lindemann (* 12. Juli 1807 in Landau; † 27. Januar 1855 in München) war ein deutscher Philosoph und Hochschullehrer.

## Leben
Heinrich Simon Lindemann wurde als Sohn eines Schneidermeisters, der bereits 1808 verstarb, geboren.
Er besuchte das Gymnasium in Zweibrücken und anschließend die chirurgische Schule in Bamberg, allerdings brach er die Ausbildung wegen eines natürlichen Widerwillens zu operieren ab und studierte an der Universität München Rechtswissenschaften. Um sich Mittel zu seinem Lebensunterhalt zu verdienen, unterbrach er das Studium zweimal und wurde Schriftsetzer und Korrektor in einer Buchdruckerei in Schaffhausen und später Rentamtoberschreiber in Kaiserslautern. 1831 kehrte er nach München zurück und setzte sein Studium fort, änderte jedoch nach kurzer Zeit sein Studienfach in Philosophie, weil er von der Persönlichkeit und der Lehre des Karl Christian Friedrich Krause fasziniert war, der sich um eine Professoren-Stelle an der Universität beworben hatte.
Nach dem Studium blieb Heinrich Simon Lindemann noch in München und richtete eine Privatlehranstalt sowie die erste Münchener Kleinkinderbewahranstalt ein.
1839 habilitierte er sich als Dozent in Heidelberg und erhielt die Lehrstelle der Philosophie am Lyceum. 1841 folgte er dem Ruf von Joseph Anton Dollmayr als Philosophie-Professor an die Hochschule Solothurn, worauf er im Frühjahr 1847 als Professor der Philosophie an die Universität München berufen wurde.
Weil er gegen den Ultramontanismus Stellung bezog und sich auch an der deutschkatholischen Bewegung beteiligte, die er später jedoch entschieden ablehnte, wurde er während der Reaktionsära 1852 vom Ministerium genötigt, im Rahmen einer Suspendierung, seine Vorlesungen einzustellen, zumal von ultramontaner Seite eine anonyme Schrift erschienen war: Kritik des pantheistischen Anthropologismus des Prof. H. S. Lindemann.
Heinrich Simon Lindemann war seit dem 24. Oktober 1835 verheiratet mit Sophia Louise, eine Tochter des Forstrates Rettig aus Heidelberg.

## Werke
- Unsere Zeit vom Standpunkte der Erziehung und Andeutungen zum Besserwerden. München 1837.
- Uebersichtliche darstellung des lebens und der wissenschaftlehre Carl Chr. Fdr. Krause's und dessen Standpunktes zur Freimaurerbrüderschaft. Fleischmann, München 1839. (books.google.de)
- Die Lehre vom Menschen oder die Anthropologie: Ein Handbuch für Gebildete aller Stände. Zürich 1844. (reader.digitale-sammlungen.de)
- Lebensmagnetismus durch die Natur- und Seelenkunde. In: Zeitschrift für Philosophie und spekulative Theologie. Band 14, Ludwig Friedrich Fues, Tübingen 1845. (books.google.de)
- Die Denkkunde oder die Logik. Jent u. Gaßmann, Solothurn 1846. (books.google.de)
- Das Prinzip der Philosophie. In: Jahrbücher für speculative Philosophie und die philosophische Bearbeitung der empirischen Wissenschaften. 1. Jahrgang, 3. Heft, C. W. Leske, Darmstadt 1846. (books.google.de)
- Grundriß zu den Vorlesungen über Anthropologie. Enke, Erlangen 1848. (reader.digitale-sammlungen.de)